# Андре Мажино
Андре Мажино (фр. André Maginot; Париз, 17. фебруар 1877 — Париз, 7. јануар 1932) је био француски политичар.  Као министар рата (1922—1924. и 1929—1932) покренуо је изградњу одбрамбене линије утврђења дуж француско-немачке границе, која је по њему добила назив „Мажино линија“. Велики одбрамбени систем показао се некорисним у Другом светском рату, када је немачка војска 1940. напала Француску из Белгије, заобишавши „Мажино линију“.